# Батагуасу
Батагуасу (порт. Bataguassu) — муниципалитет в Бразилии, входит в штат Мату-Гросу-ду-Сул. Составная часть мезорегиона Восток штата Мату-Гроссу-ду-Сул. Входит в экономико-статистический микрорегион Нова-Андрадина. Население составляет 18 679 человек на 2007 год. Занимает площадь 2416,718 км². Плотность населения — 7,73 чел./км².

## История
Город основан 11 декабря 1953 го]а.

## Статистика
- Валовой внутренний продукт на 2003 год составляет 210 053 182,00 реалов (данные: Бразильский институт географии и статистики).
- Валовой внутренний продукт на душу населения на 2003 год составляет 11 607,07 реалов (данные: Бразильский институт географии и статистики).
- Индекс развития человеческого потенциала на 2000 год составляет 0,738 (данные: Программа развития ООН).